# Guy Carleton
Pour les articles homonymes, voir Carleton.
Guy Carleton, né le 3 septembre 1724 à Strabane, en Irlande, et mort le 10 novembre 1808 à Stubbings House, près de Maidenhead, en Angleterre, est un militaire et administrateur colonial britannique qui fut le premier baron Dorchester.
Il commanda les troupes britanniques pendant la Guerre d'indépendance des États-Unis, menant d'abord la défense de Québec lors de l'invasion rebelle de 1775 et de la contre-offensive de 1776 qui chassa les rebelles de la province. En 1782 et 1783, il dirigea en tant que commandant en chef toutes les forces britanniques en Amérique du Nord. À ce titre, il est connu pour avoir tenu la promesse de liberté de la Couronne aux esclaves qui se sont joints aux Britanniques, et il a supervisé l'évacuation des forces britanniques, des loyalistes et de plus de 3000 affranchis de New York en 1783 pour les transporter vers d'autres colonies. La même année, Carleton a chargé Samuel Birch de créer le Livre des nègres.
Il fut le deuxième gouverneur de la Province of Quebec, succédant à James Murray, et le premier gouverneur général de l'Amérique du Nord britannique.
D'autre part, les territoires conservés par l'Empire britannique en Amérique du Nord après la Guerre d'indépendance des États-Unis, comprenant l'ensemble des Loyalistes s'y réfugiant, sont dorénavant connus comme constituant l'Amérique du Nord britannique. La majeure partie des Loyalistes s'installent dans l'ouest de la province de Québec, le long du lac Ontario et de l'archipel des Mille-Îles, fondant entre autres les villes actuelles de Belleville, de Brockville et de Cornwall, tout en peuplant davantage le site de la ville de Kingston. Cependant, plus à l'est, comme les Loyalistes ne sont guère les bienvenus en Nouvelle-Écosse, la partie occidentale de celle-ci se détache afin de former une nouvelle colonie, le Nouveau-Brunswick, qui les accueille en 1784. Les Loyalistes s'installent notamment sur les sites acadiens des villes actuelles de Fredericton et de Saint-Jean. En outre, avec le début de la Conquête de l'Ouest et la cession des territoires du sud au pays nouvellement formé des États-Unis par le Royaume-Uni, la province de Québec est contrainte de réduire les limites de son territoire. Ainsi, elle perd la vallée de l’Ohio, et les nouvelles frontières du sud sont définies par les barrières naturelles que sont les Grands Lacs et la rivière Niagara.
La carrière militaire et politique de son jeune frère, Thomas Carleton, était étroitement liée à la sienne, et il a servi sous ses ordres dans les territoires du Canada.  

## Carrière politique et militaire

### Gouverneur du Québec
Il s'engage dans l'armée britannique le 21 mai 1742. Il y gravit les échelons et en 1752, il est recommandé par James Wolfe comme précepteur militaire du jeune Charles Lennox, duc de Richmond. Avec Wolfe, il participe au siège de Québec où il est blessé au cours de la bataille des plaines d'Abraham. Il participe ensuite à d'autres campagnes de la guerre de Sept Ans, à Belle-Île-en-Mer et à La Havane, où il est de nouveau blessé en 1762.
Il prendra alors plusieurs positions importantes dans la colonie britannique de Québec. Il est nommé lieutenant-gouverneur et administrateur en avril 1766 (poste qu'il occupe à partir de septembre seulement). Comme James Murray est toujours gouverneur en titre, ce n'est qu'en octobre 1768 que Carleton est nommé officiellement capitaine général et gouverneur en chef.
Contrairement à Murray, Carleton jouit d'appuis politiques solides en Grande-Bretagne. Il se concilie aussi l'appui des marchands britanniques en prenant quelques décisions en leur faveur. Cependant le fait que l'écrasante majorité de la population est toujours française amène Carleton à favoriser les chefs «naturels» des anciens habitants, soit les seigneurs et le clergé. Il aide aussi la population en général en agissant, entre autres, en faveur de l'industrie, du commerce des fourrures et de la pêche. Il réforme aussi le système judiciaire en instituant la « Cour des plaids-communs ».
Voulant plaider pour une réforme de la constitution de 1763, Carleton laisse l'administration de la colonie à Hector Cramahé et s'embarque pour Londres en août 1770. Il veut en particulier un retour aux lois et coutumes françaises dans le domaine civil, mais il est réticent face à la création d'une assemblée représentative. Ses efforts portent fruit puisque l'Acte de Québec est adopté en 1774. Carleton retourne à Québec en septembre 1774, mais fait face à l'insatisfaction de différents groupes.
En mai 1772, il épouse Maria Howard à Fulham (Londres).
Devant l'approche de la guerre d'indépendance des États-Unis, il tente en vain de lever des troupes canadiennes-françaises. Il doit repousser l'invasion américaine de 1775 et l'attaque contre Québec. Cette action est victorieuse, mais son manque d'énergie dans la poursuite des envahisseurs lui vaut des critiques, et il donne sa démission en juin 1777. Il reste cependant en poste jusqu'à l'arrivée de son successeur Haldimand en juin 1778. Entretemps, il avait reçu le titre de chevalier (sir) le 6 juillet 1776.

### Commandant en chef
Carleton est nommé en mars 1782 commandant en chef des forces britanniques en Amérique du Nord, succédant à sir Henry Clinton. Toutefois, la guerre d'indépendance des États-Unis est pratiquement déjà perdue, et Carleton est chargé d'une mission de conciliation auprès des dirigeants américains, mais cette mission échoue. Le principal souci de Carleton est alors de faire évacuer 30 000 soldats et 27 000 réfugiés (dont de nombreux esclaves évadés) et d'installer ces derniers sur d'autres terres de l'empire, notamment en Nouvelle-Écosse et au Canada. Il reste en poste jusqu'en novembre 1783.

### Baron Dorchester et gouverneur général
Carleton passe les trois années suivantes en Angleterre. En avril 1786 il est nommé gouverneur général pour l'ensemble des colonies britanniques d'Amérique du Nord. Celles-ci comprenaient la province de Québec, la Nouvelle-Écosse et le Nouveau-Brunswick. Chacune de ces provinces avait également un lieutenant-gouverneur qui était chargé de l'administration en l'absence du gouverneur général. Carleton était aussi commandant en chef de ses provinces et de Terre-Neuve.
Le titre de baron Dorchester fut créé pour lui le 21 août 1786. À partir de ce moment, selon la tradition britannique, il est appelé « Dorchester » plutôt que « Carleton » dans tous les documents officiels ou historiques.
Dans son nouveau mandat, Dorchester se montra moins favorable aux Canadiens-français qu'il l'avait été auparavant. En particulier, il prit des mesures pour favoriser l'installation des Loyalistes en introduisant la concession de terre en franche tenure plutôt que selon le système seigneurial au sud-ouest de Montréal, dans le futur Haut-Canada. Par contre, il continua d'assister l'Église catholique, par exemple en autorisant un certain nombre de prêtres émigrés en France à rentrer au Canada. Il ne prit pas de position ferme entre les partisans des systèmes judiciaires français et anglais, laissant un flou juridique qui fut cause de mécontentement de toutes les parties.
Dorchester contribua peu à l'élaboration par Londres d'une nouvelle constitution pour le Canada, soit l'Acte constitutionnel de 1791. Il restait gouverneur-général, mais repassa en Grande-Bretagne en août 1791, peu avant l'entrée en vigueur de la nouvelle constitution. Le lieutenant-gouverneur Alured Clarke fut chargé de la colonie pendant l'absence de Dorchester, qui dura deux ans.
En février 1794, cinq mois après son retour en Amérique, Dorchester fit une déclaration imprudente à un groupe d'Amérindiens concernant une guerre possible avec les États-Unis. À la suite des protestations américaines, le ministre britannique Henry Dundas recommanda à son gouverneur plus de modération. Celui-ci prit mal la chose, et offrit sa démission en septembre. Il se passa cependant encore deux ans avant que son successeur soit nommé et prenne son poste. Dorchester quitta définitivement le Canada le 9 juillet 1796.

### Fin de carrière

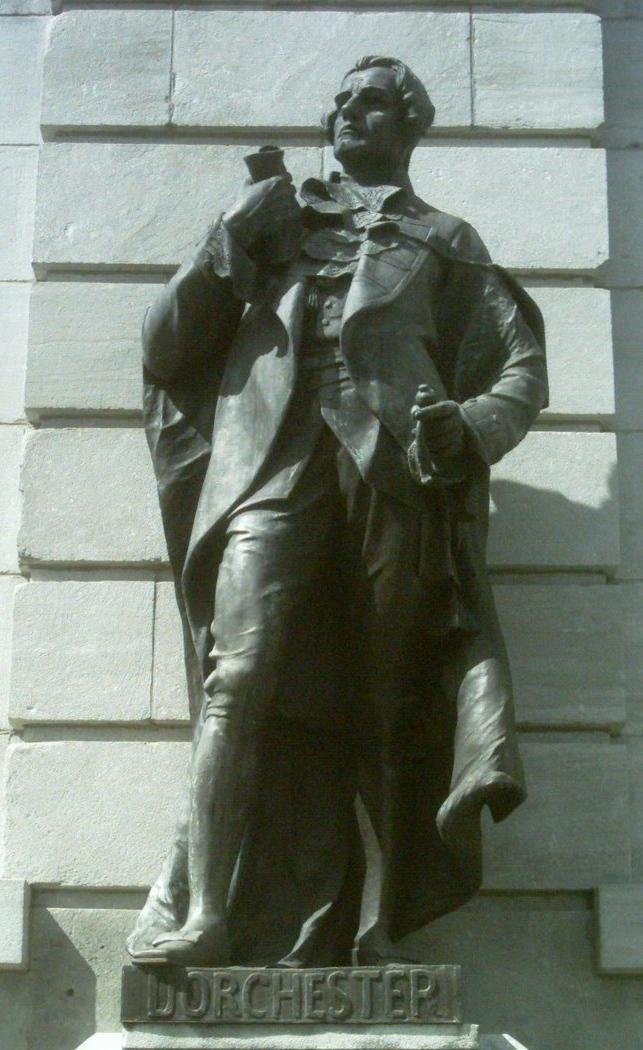
Statue de Guy Carleton sur la façade de l'hôtel du Parlement du Québec.

De retour en Angleterre, Dorchester poursuivit sa carrière de général d'armée, mais il résidait le plus souvent dans une de ses trois résidences à la campagne. Il mourut à l'âge de 84 ans.
Les biographes semblent avoir eu de la difficulté à se faire une idée précise de la personnalité de Dorchester. Il était en effet plutôt secret et réservé (sa femme fit brûler tous ses papiers personnels après sa mort). On le disait froid, sévère et distant, mais aussi honnête, juste et incorruptible. Par sa méfiance envers l'institution d'un gouvernement représentatif, il montra une forte tendance à l'autocratie. Son héritage le plus durable est sans doute son gouvernement sous le régime de l'Acte de Québec, qui par son acceptation des coutumes et institutions françaises, permit la survivance et même l'épanouissement des Canadiens d'origine française. Il créa ainsi un modèle qui fut repris dans d'autres colonies de l'Empire britannique où il fallait se concilier des populations étrangères.
Par ailleurs, il aurait entretenu de nombreux contacts avec la franc-maçonnerie. Plusieurs loges sont nommées en son honneur.

## Hommages
La rue Dorchester, dans la ville de Québec, a été nommée en son honneur vers 1829.

## Sources
La plupart des informations de cet article proviennent du Dictionnaire biographique du Canada (lien ci-bas).